# Birkin Cars
Birkin Cars, Ltd. est un constructeur automobile sud-africain. La spécialité de la société et le seul véhicule actuellement produit est le S3 Roadster, une copie en kit-car de la Lotus Seven. Le fondateur et propriétaire de l'entreprise est John Watson, un descendant du pilote automobile Tim Birkin.
Birkin Cars a été créée en 1982. Le fondateur John Watson, passionné d'automobile, était un fan de la classique Lotus Seven. Cependant, la voiture n'était plus produite par le constructeur et ne pouvait plus être achetée neuve. Au début des années 1980, Watson a développé et construit sa propre version de la Seven. La voiture a été dévoilée au public lors du Grand Prix automobile d'Afrique du Sud 1983. Les premières Roadsters S3 ont été livrés directement pour être vendus chez les concessionnaires automobiles Lotus.
Depuis les années 1980, Birkin s'est agrandie à plusieurs reprises, mais a conservé sa base d'opérations près de Durban dans le KwaZulu-Natal. Les voitures sont actuellement vendues par des concessionnaires du monde entier aux États-Unis, au Japon et dans toute l'Europe. La voiture peut être achetée soit comme une voiture clé en main, soit comme un kit à monter soi-même, qui peut être complété par le propriétaire. Plusieurs moteurs quatre cylindres en ligne, comme le moteur Ford Zetec et le moteur Toyota 4AG peuvent être utilisés pour le véhicule.
Depuis juillet 2013, Birkin a ajouté une version à carrosserie large.

## Voir également
- Lotus Cars
- Lotus Seven